# توزيع الكتلة المولية
في المبلمرات الخطية، قلما يكون لسلاسل المبلمرات الفردية درجة البلمرة، والكتلة المولية نفسها تمامًا، وهناك دائما توزيع حول قيمة متوسطة. يصف توزيع الكتلة المولية (أو توزيع الوزن الجزيئي) في البوليمير العلاقة بين عدد المولات لكل أصناف المبلمر (Ni) والكتلة المولية لتلك الأصناف (Mi). ويمكن لتوزيع الكتلة المولية للبوليمير أن يعدل بعملية تجزيء البوليمير [الإنجليزية].

## تعريف متوسطات الكتلة المولية
هنالك عدة صيغ للتعبير عن توزيع الكتلة المولية تختلف عن بعضها حسب التعبير الإحصائي وهي:
- متوسط كتلة مولية عددي أو وزن جزيئي متوسط عددي Mn
- متوسط كتلة مولية وزني أو وزن جزيئي متوسط وزني Mw
- متوسط كتلة مولية لزوجي أو وزن جزيئي متوسط لزوجي Mv
- متوسط كتلة مولية z Mz

{\displaystyle M_{n}={\frac {\sum M_{i}N_{i}}{\sum N_{i}}},M_{w}={\frac {\sum M_{i}^{2}N_{i}}{\sum M_{i}N_{i}}},M_{z}={\frac {\sum M_{i}^{3}N_{i}}{\sum M_{i}^{2}N_{i}}},M_{v}=\left[{\frac {\sum M_{i}^{1+a}N_{i}}{\sum M_{i}N_{i}}}\right]^{\frac {1}{a}}}

حيث a في المعادلة الأخيرة يمثل الأس في معادلة مارك-هوينك [الإنجليزية] بين اللزوجة الضمنية [الإنجليزية] والكتلة المولية.

## القياس
هذه التعاريف المختلفة لها معنىً فيزيائيًا بسبب التقنيات المختلفة في كيمياء المبلمرات الفيزيائية المستخدمة في قياس كل منها. يقيس مقياس التناضح [الإنجليزية] متوسط الكتلة المولية العددي، ويقيس تبعثر ضوء الليزر عند زوايا صغيرة (بالإنجليزية: small angle laser light scattering)‏ متوسط الكتلة المولية الوزني. يمكن قياس Mv باستخدام مقياس اللزوجة، وقياس Mz بقياس الرسوب في نابذة فائقة السـرعة. و a في التعبير السابق تتفاوت من 0,5 إلى 0,8 وتعتمد على التفاعل بين المذيب والمكثور في المحلول الممدد. وتتعلق القيم الوسطية في منحني التوزيع النموذجي ببعضها كما يلي Mn < Mv < Mw < Mz.

## تعريف
وزن جزيئي متوسط عدديهو وسيلة لوصف الوزن الجزيئي للبوليمير. جزيئات البوليمير، حتى لنفس النوع، يكون لها أحجام مختلفة (أطوال السلاسل، للمبلمرات الخطية مثلاً). وعلى ذلك سيكون متوسط الوزن الجزيئي سيعتمد على طريقة حساب ذلك المتوسط. عدد متوسط الوزن الجزيئي هو المتوسط الشائع للوزن الجزيئي لبوليمير محدد. ويتم تحديده بقياس الوزن الجزيئي لعدد n من الجزيئات، ثم جمع الأوزان وقسمتها على n.
ويمكن تحديد عدد متوسط الوزن الجزيئي عن طريق أوزومتري، معايرة مجموعة نهاية، أو بالخواص التلاصقية للبوليمر.
ويوجد هناك مصطلح أخر لقياس الوزن الجزيئي للبوليمر الوزن الجزيئي متوسط وزني ويطلق على النسبة بين وزن المتوسط إلى عدد المتوسط فهرس التشتت المتعدد.
وزن جزيئي متوسط وزنيهو وسيلة لوصف الوزن الجزيئي للبوليمر. جزيئات البوليمر، حتى لنفس النوع، يكون لها أحجام مختلفة (أطوال السلاسل، للبوليمرات الخطية مثلا)، وإلا فإنه يجب أخذ متوسط الوزن الجزيئي. ويمكن حساب ذلك طبقا للمعادلة الآتية:
{\displaystyle M_{w}={\frac {\sum _{i}N_{i}M_{i}^{2}}{\sum _{i}N_{i}M_{i}}}}
حيث {\displaystyle N_{i}} هو عدد الجزيئات للوزن الجزيئي {\displaystyle M_{i}}.
وبديهيًا، إذا كان الوزن الجزيئي المتوسط الوزني هو w, واختير مونومر عشوائي، فسيكون للبوليمر الذي يحتوى على المونومر له وزن w في المتوسط.
ويمكن تحديد وزن متوسط الوزن الجزيئي بتشتت الضوء، تبعثر الأشعة السينية بزاوية صغيرة (SAXS)، تبعثر الأشعة السينية، كثافة الترسيب.
ويوجد هناك مصطلح أخر لقياس الوزن الجزيئي للبوليمر الوزن الجزيئي المتوسط العددي ويطلق على النسبة بين المتوسط الوزني إلى المتوسط العددي فهرس التشتت المتعدد.